# 하비 존슨
하비 존슨 주니어(Harvey Johnson, Jr., 1946년 12월 21일 ~ )는 미국의 정치인이자, 아프리카계 미국인 처음으로 선출된 잭슨의 시장(1997~2005, 2009~13)이다.

## 생애
미시시피주 빅스버그에서 태어나 빅스버그 공립 학교에서 수학하였으며, 로자 A. 템플 고등학교를 졸업하였다. 테네시 주립 대학교에서 정치학 학사 학위를 받았고, 신시내티 대학교에서 정치학의 이학 석사를 취득하였다.
그의 전문적 경력은 주택, 공동체 발전과 하부 조직의 필요와 함께 소수의 지도력으로 경제적으로 침체된 작은 도시들을 원조하는 데 발달된 비영리적인 대리인 소도시들의 미시시피 연구소의 설립을 포함한다.
1993년 잭슨의 시장을 위한 선거에 실패한 존슨은 민주당 예비 선거에서 2명의 백인 후보들 - 현직 시장 J. 케인 디토와 전 시장 데일 댕크스에 밀려 3위로 왔다. 그러나 1997년에는 민주당 예비전에서 존슨은 디토를 꺾고, 후에 총선에서 공화당 후보 샬럿 리브스를 꺾고 잭슨의 첫 흑인 시장이 되었다.
성원자들은 도시의 드라마적인 르네상스를 바라보면서 쇠퇴한 다운타운 지역의 회복을 도움을 주는 몇몇의 프로젝트를 위한 청구를 이끌며 존슨을 믿었다. 감정가들은 그를 도시의 큰 범죄 문제, 거리의 관리를 게을리 하고 잭슨의 상중류 주민들이 도시의 외부로 나가는 데 억제에 조금 일을 함과 함께 적당히 근심을 두지 않은 무책임한 지도자로 비난하였다.
2001년 재선을 향한 선거에서 시의회 의원이자 공화당 도전자 C. 대릴 닐리를 향하였다. 그 일은 도시의 역사상 두명의 흑인 후보들이 총선에서 향함이었다. 존슨은 61%의 성원과 함께 닐리를 온건하계 꺾었다.
2005년 존슨은 민주당 예비전에서 90일 안에 도시의 범죄 문제를 해결한다고 약속한 논쟁적 텔레비전 방송국 매니저 프랭크 멜턴에 의하여 도전되었다. 멜턴은 63%의 지지를 얻으면서 존슨을 꺾었다.
2009년 초순에 존슨은 다시 잭슨의 시장을 위한 후보가 되었다. 5월 5일 화요일 민주당 예비전에서 10명의 후보들의 붐비는 판을 이끌었다. 그러나 단 28%의 지지와 함께 존슨은 27%의 지지와 함께 가까운 차이로 2위로 온 시의회 의원 마섄드 크리슬러와 함께 결승전으로 들어가야 했다. 2주 후에 존슨은 7개의 선거구에서 5개를 이겼다. 6월 2일 총선에서 공화당 후보 조지 램버스와 4명의 독립적 후보들을 꺾고 다시 시장에 재임되었다. 존슨의 선거는 그를 데일 댕크스 이래 도시의 첫 3임 시장으로 만들었다.
2013년 5월 7일 민주당 예비전에서 워드투 의회 의원 초크웨 루뭄바와 전 상공회의소 회장 조너던 리에 의하여 신속히 패하였다.

## 역대 선거 결과
| 선거명      | 직책명    | 대수 | 정당   | 득표율 | 득표수   | 결과 | 당락           |
| ----------- | --------- | ---- | ------ | ------ | -------- | ---- | -------------- |
| 1997년 선거 | 잭슨 시장 | 52대 | 민주당 | 69.53% | 30,310표 | 1위  | 잭슨 시장 당선 |
| 2001년 선거 | 잭슨 시장 | 52대 | 민주당 | 60.88% | 24,503표 | 1위  | 잭슨 시장 당선 |
| 2009년 선거 | 잭슨 시장 | 54대 | 민주당 | 85.39% | 21,692표 | 1위  | 잭슨 시장 당선 |